# Tympanocryptis condaminensis
Espèce
Statut de conservation UICN

 EN B1ab(ii,iii) : En danger
Tympanocryptis condaminensis est une espèce de sauriens de la famille des Agamidae.

## Répartition
Cette espèce est endémique du Queensland en Australie.

## Description
Les 3 spécimens adultes mâles observés lors de la description originale mesurent entre 45,49 mm et 63,49 mm de longueur standard et les 2 spécimens adultes femelles observés lors de la description originale mesurent entre 53,34 mm et 63,30 mm de longueur standard.

## Étymologie
Son nom d'espèce, composé de condamin et du suffixe latin -ensis, « qui vit dans, qui habite », lui a été donné en référence au lieu de sa découverte, la Condamine River et sa plaine de débordement.

## Publication originale
- Melville, Smith, Hobson, Hunjan & Shoo, 2014 : The Role of Integrative Taxonomy in the Conservation Management of Cryptic Species: The Taxonomic Status of Endangered Earless Dragons (Agamidae: Tympanocryptis) in the Grasslands of Queensland, Australia. PLoS ONE, vol. 9, no 7 (texte intégral).